# Planegger Straße 19

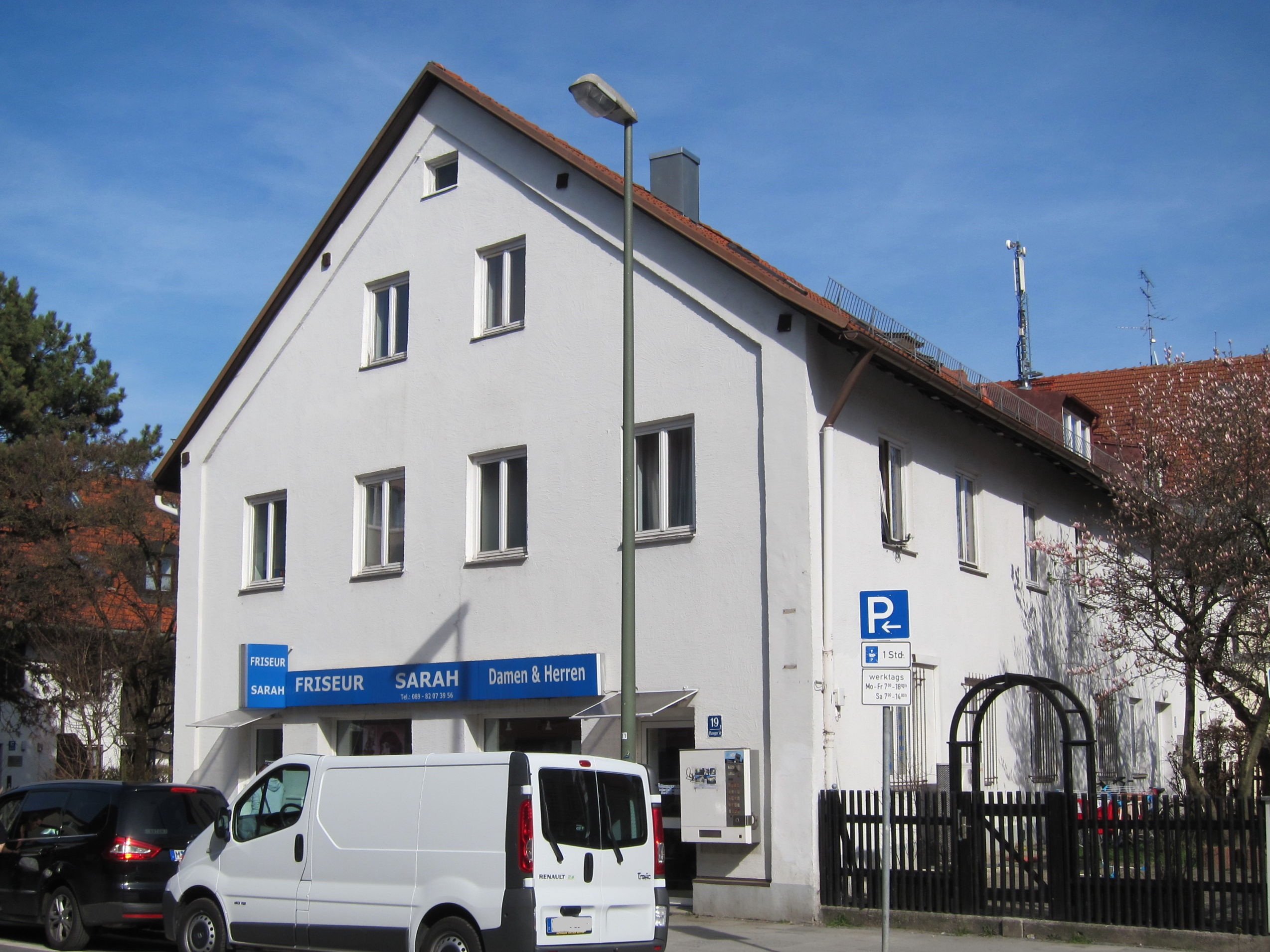
Haus Planegger Straße 19 im Stadtteil Pasing von München

Das Gebäude Planegger Straße 19 im Stadtteil Pasing der bayerischen Landeshauptstadt München wurde im 19. Jahrhundert errichtet. Das ehemalige Bauernhaus an der Planegger Straße ist ein geschütztes Baudenkmal.
Der zweigeschossige Satteldachbau, jetzt Wohn- und Geschäftshaus, wurde stark verändert. Nachdem in den 1920er Jahren die Landwirtschaft aufgegeben wurde, entstanden im Erdgeschoss Geschäfte und der rückwärtige Wirtschaftsteil wurde nach und nach zur Wohnnutzung umgebaut.
Das Anwesen gehört zum Ensemble ehemaliger Ortskern Pasing.